# Elodina claudia
Elodina claudia – gatunek motyla z rodziny bielinkowatych i podrodziny Pierinae.

## Taksonomia
Gatunek ten opisany został po raz pierwszy w 1993 roku przez Murdocha De Baara i Davida Hancocka na łamach „Australian Entomologist”. Jako miejsce typowe wskazano Iron Range w Shire of Cook w australijskim stanie Queensland. Epitet gatunkowy utworzono od nazwy przepływającej w miejscu typowym Claudie River.

## Morfologia
Samice osiągają od 20 do 22 mm, a samce od 19 do 22 mm długości przedniego skrzydła. Użyłkowanie obu par skrzydeł wyróżnia się na tle australijskich przedstawicieli rodzaju bliższym położeniem punktów początkowych trzeciej gałęzi żyłki medialnej i pierwszej gałęzi żyłki kubitalnej przedniej.  Wierzch skrzydła przedniego jest perłowobiały z przyciemnieniem nasady, ciemnobrązową krawędzią kostalną oraz czarną plamą wierzchołkową o krawędzi wewnętrznej równomiernie zaokrąglonej, bez wydatnej wypukłości, przeciągniętej jednak wzdłuż pierwszej i drugiej gałęzi żyłki kubitalnej przedniej. Spód skrzydła przedniego u samca jest perłowobiały z zażółconą nasadą i jasnoszarą plamą wierzchołkową, u samicy rozleglej zażółcony. Wierzch skrzydła tylnego jest perłowobiały. Spód jego u samca jest biały z cytrynową nasadą i zażółceniem wzdłuż krawędzi kostalnej, u samicy zaś cały żółtawopomarańczowy. Genitalia samca mają rozdwojony unkus z szerokimi i stosunkowo wysokimi guzkami nasadowymi oraz wezykę o długości połowy edeagusa, zaopatrzoną na większości swej długości w silne szczecinki.

## Ekologia i występowanie
Owad endemiczny dla Australii, znany tylko z miejsca typowego na Półwyspie Jork w północnym Queenslandzie. Zasiedla lasy deszczowe, zwłaszcza nadrzeczne o zwartej roślinności. Postacie dorosłe latają nisko nad powierzchnią gruntu. Spotykano je w grudniu, lutym, kwietniu, czerwcu i lipcu.